# Višeslavova krstionica
Višeslavova krstionica naziv je kamene krstionice na kojoj se spominje knez Višeslav, to je jedan od najznačajnijih spomenika hrvatske kulture iz ranog srednjeg vijeka. Pretpostavlja se da je krstionica prvotno bila u Ninu, u baptisteriju.

## Izgled krstionice
Krstionica je isklesana iz bloka mramora s otoka Prokoneza (Turski: Sraylar) u Mramornom moru, te ima šesterostranični oblik visine 88-89,5 cm i promjera otvora 120 cm; ukupan promjer (uključujući bridove) krstionice je 139-140,3 cm; sami bridovi su debljine 11 - 11,7 cm. Uz bridove stranica reljefno je isklesan po jedan torodirani stupić sa stiliziranim kapitelom, dok je na sredini prednje stranice prikazan procesionalni križ ispunjen hrvatskim tropletom za zavojnicom na kraju triju krakova.  Zapremina krstionice je 654 litara vode; teška je 1.149 kg. Za otjecanje vode je na dnu izvedena konusna kružna rupa koja na vrhu ima 26 cm i sužava se potom do promjera od 9 cm. Na stražnjoj plohi (nasuprot onoj na kojoj je isklesan križ) nalazi se na visini od 40,5 cm otov širine 5 i visine 10,4 cm, u kojemu se nekada nalazila olovna cijev za dovod čiste vode. 
Uz gornji rub je slovima visine 6 do 6,5 cm stoji natpis na latinskom jeziku u kojemu su neke riječi skraćene (ispuštanjem zadnjih i/ili nekih srednjih slova).
Uz gornji vidljivi ostaci metalnih šipki koje su podržavali drvenu kupolu koja je štitila vodu od prašine, ili pak zastore koji su se koristili obzirom da su krštenici ulazili goli da bi na izlasku oblačili krsnu haljinu.

## Povijest
Krstionica je otkrivena u Veneciji 1853. godine, u kapucinskom samostanu Presvetog Otkupitelja na otoku Giudecca, gdje je služila kao spremnik vode za zalijevanje samostanskog vrta. Izgleda da je u Veneciju prenesena iz Nina 1746. godine. Nakon što je 1853. godine prenijeta u muzej Correr, potkraj svibnja 1942. godine ju je na zauzimanje nadbiskupa bl. Alojzija Stepinca prepustilaItalija Nezavisnoj Državi Hrvatskoj, u zamjenu za dvije slike Vittorea Carpaccia iz zagrebačke Strossmayerove galerije (Sveti Petar Mučenik i Sveti Sebastijan). Krstionica je tada smještena u palaču HAZU u Zagrebu. 1958. godine prenesena je u Muzej hrvatskih arheoloških spomenika u Splitu, gdje se i danas nalazi. Replika Višeslavove krstionice nalazi se u Muzeju ninskih starina, a sadreni odljev u Gliptoteci u Zagrebu.

## Znanstvena rasprava o krstionici
Od svoga otkrića polovicom 19. stoljeća, krstionica je potakla znatno zanimanje, te je o njoj pisao Ivan Kukuljević Sakcinski koji je držao da se na krstionici spominje zahumski knez Višeslav. Zadarski povjesničar Giuseppe Ferrari-Cupilli prvi je iznio tezu o tome da se ova krstionica prvotno nalazila u Ninu i to na temelju danas izgubljenog rukopisa Anonim Filippi. U tom rukopisu spominjala se krstionica koja se nalazila u ninskom baptisteriju, odakle je odnesena 1746. godine, nakon rušenja zgrade. Prema njezinim stilskim karakteristikama, krstionica se tada smještala na prijelaz iz 8. u 9. stoljeće. Franjo Rački, dokazujući stilsku srodnost s natpisom kneza Branimira iz Muća, pobijao je povezanost krstionice sa zahumskim Višeslavom, te prvi govori o hrvatskom knezu Višeslavu koji bi se mogao smjestiti nakon kneza Muncimira. Ninsko podrijetlo krstionice prihvatili su ubrzo i ostali hrvatski povjesničari, a Luka Jelić smatra Višeslava prvim hrvatskim pokrštenim knezom, te započinje arheološki istraživati ninsku katedralu.
Nakon dopremanja krstionice u Hrvatsku, Mirko Šeper vrši stilsku i epigrafsku analizu, te je temeljem analogije s natpisom na ciboriju prokonzula Grgura smješta u 11. stoljeće. Nakon toga članka revidirani su 1962. i rezultati Jelićevih arheoloških istraživanja, pa se došlo do zaključka da krstionica nije prvotno bila u Ninu. Šeperovo mišljenje prihvatila je Nada Klaić. S druge strane, Ljubo Karaman stilsko-epigrafskom analizom datira krstionicu u 9. stoljeće. Početkom toga stoljeća datira krstionicu i Janko Belošević. Mirjana Matijević-Sokol dokazala je, temeljem detaljne paleografsko-epigrafske analize i usporedbe s ostalim hrvatskim ranosrednjovjekovnim spomenicima, posebice iz Zadra, Bijaća, Rižinice, Muća i Uzdolja, da je riječ o spomeniku koji spada u hrvatsku epigrafsku baštinu s početka 9. stoljeća, te da ga se najvjerojatnije valja smjestiti u Nin gdje je bila najstarija hrvatska biskupija izvan dalmatinskih bizantskih gradova, jer sam natpis upućuje na to da je upućen tek pokrštenoj vladarskoj eliti i odaje značajke franačkoga utjecaja koji se tada tim krajem širio putem redovnika germanskog podrijetla.
U srpskoj historiografiji ova se krstionica nekada dovodila u vezu sa srpskim knezom Višeslavom kojega spominje samo Konstantin VII. Porfirogenet u svome spisu O upravljanju carstvom. Međutim, od kada je utvrđeno da je bio u pitanju po svemu sudeći pogrešni prijevod, te pravo ime vladara glasilo Vojislav, ta mogućnost je u potpunosti isključena.
Po izvješćima crkvenih vizitacija iz 1579., 1603. i 1670. godine u Ninu se doista nalazila krstionica koja opisom odgovara ovoj Višeslavovoj.

## Natpis
Uz rub krstionice stoji natpis:
Natpis je posvetnog karaktera s naglašenom zavjetnom komponentom, pisan u metričkoj formi.
- HEC FONS NE(M)PE SVMIT INFIRMOS VT REDDAT
- ILLVMINATOS. HIC EXPIANT SCELERA SVA QV(O)D [DE PRIMO]
- SVMPSERVNT PARENTE, VT EFFICIANTVR
- XP(ISTI)COLE SALVBRITER CONFITENDO TRINV(M)
- P(ER)HENNE(M). HOC IOH(ANNES) PR(ES)B(YTER) SVB TEMPORE VVISSA-
- SCLAVO DVCI OPVS BENE CO(M)PSIT DEVOTE, IN HONORE VIDELICET S(AN)C(T)I IOH(ANN)IS BAPTISTE, VT INTERCEDAT P(RO) EO CLIENTVLOQVE SVO.

### Članci
- D.S. Iv. 1976. Nekoliko podataka sa starih ploča i listova. Crkva u svijetu. Sveučilište u Splitu - Katolički bogoslovni fakultet. Split. 11 (3): 197–200

## Vanjske poveznice
|  | Zajednički poslužitelj ima još gradiva o temi Višeslavova krstionica |